# 上升中止2號
上升中止2號（Ascent Abort-2,AA-2）是對NASA獵戶座太空船的發射逃逸系統（LAS）的測試。